# Thornton Tomasetti
Thornton Tomasetti (рус. Торнтон Томазетти; ранее Thornton-Tomasetti Group, Thornton Tomasetti Engineers, Lev Zetlin & Associates, LZA Technology и Weidlinger Associates) — глобальная научная и инженерно-консалтинговая компания, насчитывающая более 1500 человек.

## Услуги
Компания Thornton Tomasetti имеет опыт в проектировании конструкций, проектировании фасадов, судебно-медицинской экспертизе, реконструкции конструкций, строительстве, устойчивости (инженерия и строительство), устойчивом проектировании, прикладных науках, защитном проектировании и безопасности, гражданском строительстве, а также проектировании и реконструкции мостов. Услуги фирмы предлагаются внутренними группами CORE, занимающимися исследованиями и разработками, которые предоставляют экспертные знания в области технологий, вычислительное моделирование и разработку программного обеспечения, а также искусственный интеллект и машинное обучение.
Компания предоставляет консультационные услуги клиентам в различных отраслях, включая архитектуру, проектирование и строительство, а также предлагая услуги других страховых и юридических фирм, застройщиков, владельцев / эксплуатантов зданий, охрану зданий, науки о жизни, производство, природные ресурсы и космические системы.

## История
- 1949 — Пол Вайдлингер[англ.] открывает консультационную фирму. История Weidlinger Associates[англ.] началась в 1949 году, когда в Вашингтоне была основана компания англ. Paul Weidlinger Consulting Engineers. Уроженец Будапешта, Венгрия, Пол получил степень магистра в Высшей технической школе в Цюрихе. Он учился у Ле Корбюзье в Париже и у Ласло Мохой-Надь в Лондоне, прежде чем переехать в Соединённые Штаты в конце 1940-х годов.

## Проекты
Небоскрёбы, здания и сооружения
- 1111 South Wabash, Чикаго
- 110 North Wacker, Чикаго
- 181 West Madison, Чикаго
- 191 North Wacker, Чикаго

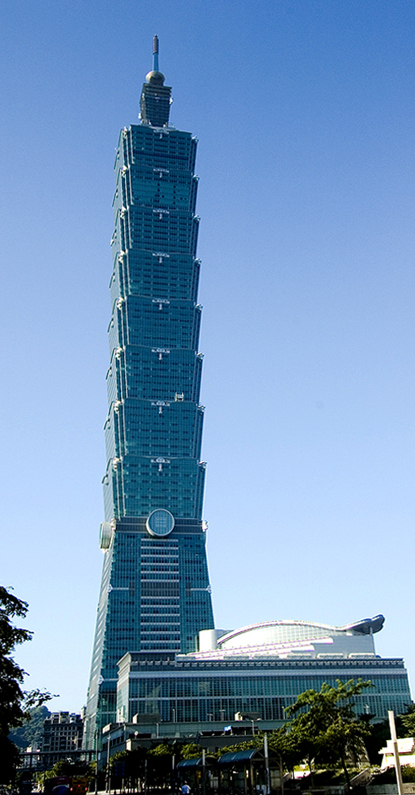
Тайбэй 101

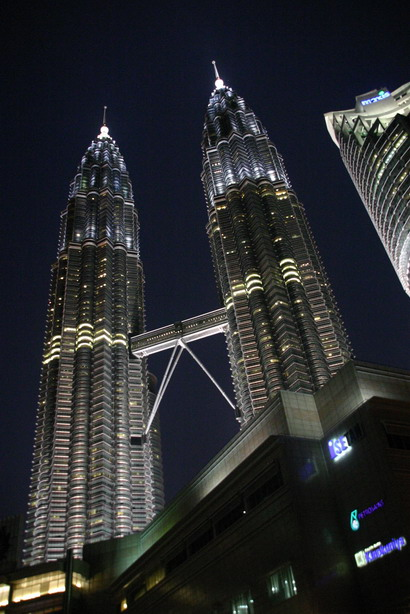
Башни Петронас

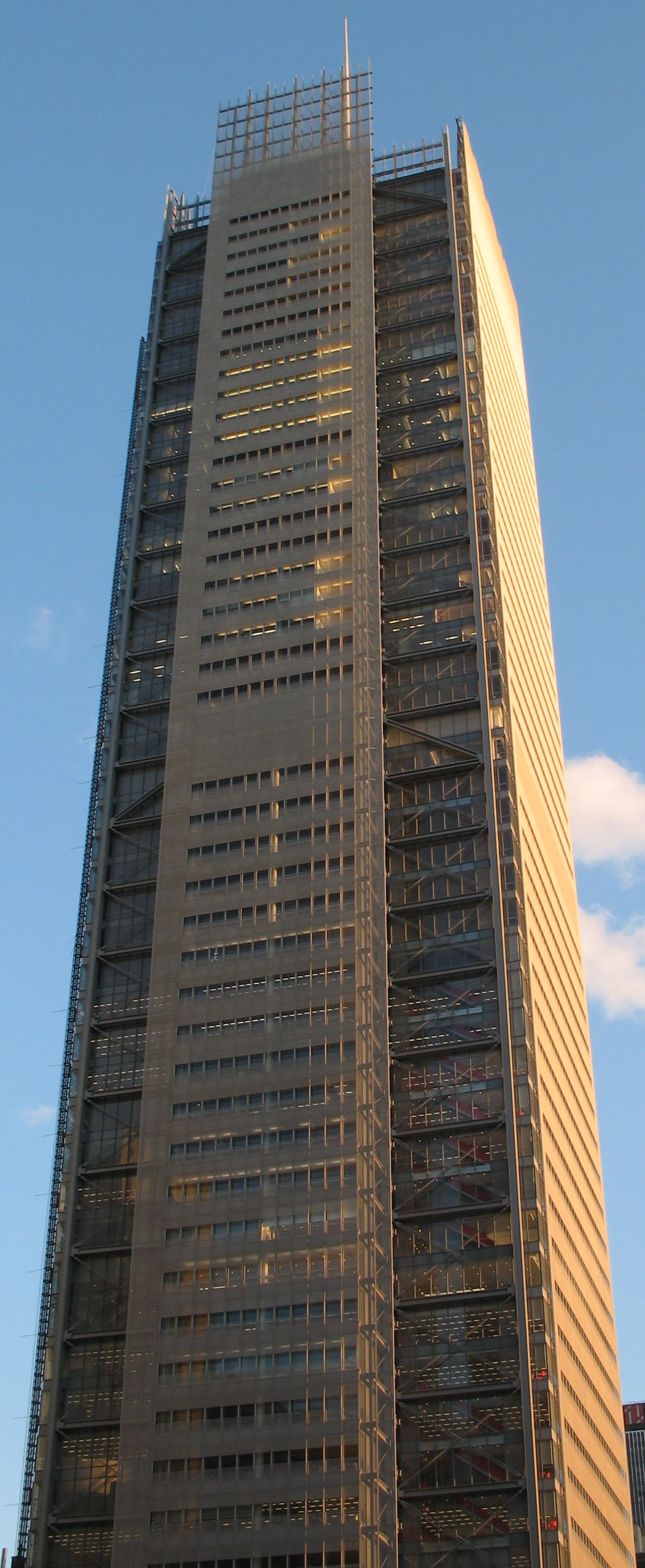
Нью-Йорк-Таймс-билдинг

- 30 Hudson Street, Джерси-Сити, Нью-Джерси
- 30 West Oak, Чикаго
- 401 East Ontario, Чикаго
- 420 Fifth Avenue, Нью-Йорк
- 5 Times Square[англ.], Нью-Йорк

## Аффилированные организации
- Thornton Tomasetti Foundation (рус. Фонд Торнтона Томасетти) — освобождённая от налогов некоммерческая организация, созданная в феврале 2008 года, занимается финансированием стипендий, учёбы и стажировок для студентов бакалавриата и тех, кто планирует продолжить обучение в аспирантуре в области архитектурной инженерии, дизайна или технологий. Фонд также оказывает финансовую поддержку частным лицам и организациям, занимающимся благотворительной деятельностью, связанной с архитектурной инженерией, проектированием или технологиями.
- TTWiiN — инновационный акселератор, образованный в результате слияния компаний Thornton Tomasetti и Weidlinger Associates в 2015 году. TTWiiN определяет технологии и продукты, имеющие коммерческое применение и привлекательность для широкой аудитории во многих отраслях.
- ACE Mentorship — некоммерческая организация со специально программой англ. ACE Mentor Program, разработанной Чарли Торнтоном (англ. Charlie Thornton) для просвещения и мотивации студентов к архитектуре, строительству, инженерии и смежным профессиям с предоставлением возможности наставничества для будущих дизайнеров и строителей.
- AEC Angels — венчурный фонд, одним из основателей которого является Торнтон Томасетти. Фонд занимается посевным финансированием посредством инвестиций серии B+ в секторе зданий и сооружений.

## Выдающиеся выпускники
- Пол Вайдлингер[англ.]
- Питер Димаджо[англ.]